# Rakke
Rakke (em estoniano:  Rakke vald) é um município rural estoniano localizado na região de Lääne-Virumaa.